# Omszana
Omszana – część wsi Lipinki w Polsce, położona w województwie lubelskim, w powiecie bialskim, w gminie Sosnówka.
Omszana położona jest przy trasie drogi krajowej nr 63.
W latach 1975–1998 Omszana administracyjnie należała do województwa bialskopodlaskiego.